# ماثيو إف. ميريت
ماثيو إف. ميريت هو سياسي أمريكي، ولد في 2 مارس 1815 في فلاشينغ ‏ في الولايات المتحدة، وتوفي في 10 مايو 1896 في ستامفورد في الولايات المتحدة. انتخب عضو مجلس ولاية كونيتيكت ‏.